# Espinchal
Espinchal est une commune française située dans le département du Puy-de-Dôme, en région Auvergne-Rhône-Alpes.

## Géographie
Espinchal est une commune située à la limite sud du département du Puy-de-Dôme.

### Communes limitrophes
| Égliseneuve-d'Entraigues | Compains             |              |
|                          | Espinchal            | La Godivelle |
| Chanterelle (Cantal)     | Montgreleix (Cantal) |              |

### Climat
Pour des articles plus généraux, voir Climat d'Auvergne-Rhône-Alpes et Climat du Puy-de-Dôme.
En 2010, le climat de la commune est de type climat de montagne, selon une étude du Centre national de la recherche scientifique s'appuyant sur une série de données couvrant la période 1971-2000. En 2020, Météo-France publie une typologie des climats de la France métropolitaine dans laquelle la commune est exposée à un climat de montagne ou de marges de montagne et est dans la région climatique Ouest et nord-ouest du Massif Central, caractérisée par une pluviométrie annuelle de 900 à 1 500 mm, maximale en automne et en hiver.
Pour la période 1971-2000, la température annuelle moyenne est de 7,2 °C, avec une amplitude thermique annuelle de 14,8 °C. Le cumul annuel moyen de précipitations est de 1 227 mm, avec 11,9 jours de précipitations en janvier et 9 jours en juillet. Pour la période 1991-2020, la température moyenne annuelle observée sur la station météorologique de Météo-France la plus proche, « Marcenat », sur la commune de Marcenat à 10 km à vol d'oiseau, est de 7,7 °C et le cumul annuel moyen de précipitations est de 1 174,5 mm,. Pour l'avenir, les paramètres climatiques de la commune estimés pour 2050 selon différents scénarios d'émission de gaz à effet de serre sont consultables sur un site dédié publié par Météo-France en novembre 2022.

## Urbanisme

### Typologie
Au 1er janvier 2024, Espinchal est catégorisée commune rurale à habitat dispersé, selon la nouvelle grille communale de densité à sept niveaux définie par l'Insee en 2022.
Elle est située hors unité urbaine et hors attraction des villes,.

### Occupation des sols
L'occupation des sols de la commune, telle qu'elle ressort de la base de données européenne d’occupation biophysique des sols Corine Land Cover (CLC), est marquée par l'importance des forêts et milieux semi-naturels (70 % en 2018), une proportion identique à celle de 1990 (70 %). La répartition détaillée en 2018 est la suivante : milieux à végétation arbustive et/ou herbacée (57,1 %), prairies (25,5 %), forêts (13 %), zones urbanisées (2,9 %), zones agricoles hétérogènes (1,7 %). L'évolution de l’occupation des sols de la commune et de ses infrastructures peut être observée sur les différentes représentations cartographiques du territoire : la carte de Cassini (XVIIIe siècle), la carte d'état-major (1820-1866) et les cartes ou photos aériennes de l'IGN pour la période actuelle (1950 à aujourd'hui).

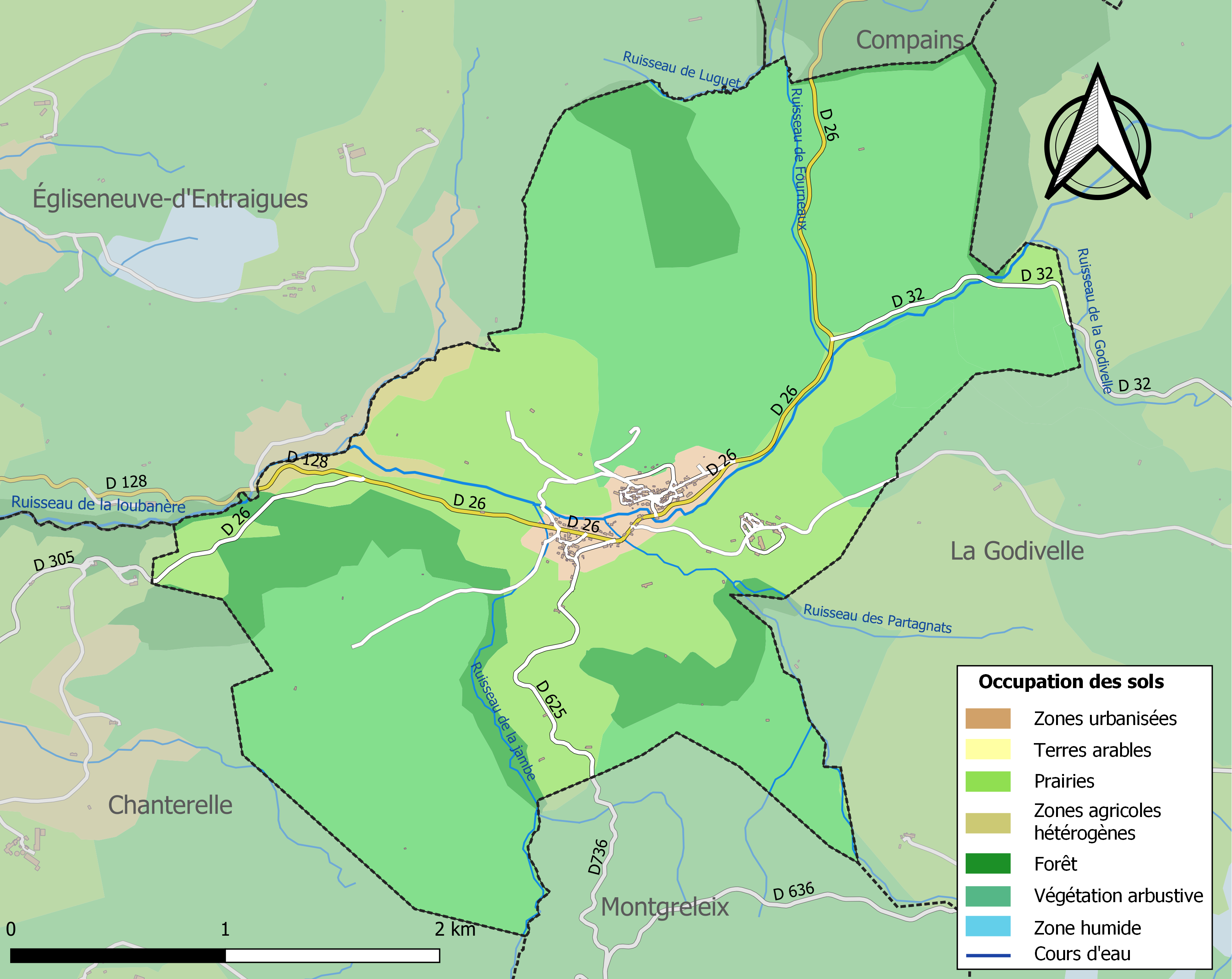
Carte des infrastructures et de l'occupation des sols de la commune en 2018 (CLC).

## Histoire
Lors de la création des communes et des départements, en février 1790, Espinchal est rattachée au département du Cantal. En mars de la même année, elle finit par être rattachée au département du Puy-de-Dôme.[réf. nécessaire]

## Politique et administration

### Découpage territorial
La commune d'Espinchal est membre, depuis le 1er janvier 2012, de la communauté de communes du Massif du Sancy, un établissement public de coopération intercommunale (EPCI) à fiscalité propre créé le 10 décembre 1999 dont le siège est au Mont-Dore. Ce dernier est par ailleurs membre d'autres groupements intercommunaux.
Sur le plan administratif, elle est rattachée à l'arrondissement d'Issoire, à la circonscription administrative de l'État du Puy-de-Dôme et à la région Auvergne-Rhône-Alpes. Jusqu'en mars 2015, elle faisait partie du canton de Besse-et-Saint-Anastaise.
Sur le plan électoral, elle dépend du canton du Sancy pour l'élection des conseillers départementaux, depuis le redécoupage cantonal de 2014 entré en vigueur en 2015, et de la troisième circonscription du Puy-de-Dôme pour les élections législatives, depuis le dernier découpage électoral de 2010.

### Élections municipales et communautaires

#### Élections de 2020
Le conseil municipal d'Espinchal, commune de moins de 1 000 habitants, est élu au scrutin majoritaire plurinominal à deux tours avec candidatures isolées ou groupées et possibilité de panachage. Compte tenu de la population communale, le nombre de sièges à pourvoir lors des élections municipales de 2020 est de 11. La totalité des candidats en lice est élue dès le premier tour, le 15 mars 2020, avec un taux de participation de 79,39 %.

#### Chronologie des maires
| Période                                  | Période                    | Identité         | Étiquette | Qualité        |
| ---------------------------------------- | -------------------------- | ---------------- | --------- | -------------- |
| Les données manquantes sont à compléter. |                            |                  |           |                |
| mars 2008                                | En cours (au 14 juin 2020) | Jean-Luc Chanier |           | Ouvrier d'État |

## Équipements et services publics

### Enseignement
Espinchal dépend de l'académie de Clermont-Ferrand.
Les collégiens vont au collège du Pavin, à Besse-et-Saint-Anastaise, et les lycéens au lycée Murat d'Issoire pour les filières générales et la filière technologique sciences et technologies du management et de la gestion (STMG), ou au lycée La-Fayette de Clermont-Ferrand pour la filière technologique sciences et technologies de l'industrie et du développement durable (STI2D).

## Population et société

### Démographie

#### Évolution démographique
L'évolution du nombre d'habitants est connue à travers les recensements de la population effectués dans la commune depuis 1793. Pour les communes de moins de 10 000 habitants, une enquête de recensement portant sur toute la population est réalisée tous les cinq ans, les populations de référence des années intermédiaires étant quant à elles estimées par interpolation ou extrapolation. Pour la commune, le premier recensement exhaustif entrant dans le cadre du nouveau dispositif a été réalisé en 2006.

En 2022, la commune comptait 73 habitants, en évolution de −29,13 % par rapport à 2016 (Puy-de-Dôme : +2,1 %, France hors Mayotte : +2,11 %).
| 1793 | 1800 | 1806 | 1821 | 1831 | 1836 | 1841 | 1846 | 1851 |
| ---- | ---- | ---- | ---- | ---- | ---- | ---- | ---- | ---- |
| 416  | 367  | 443  | 418  | 346  | 423  | 405  | 403  | 436  |

| 1856 | 1861 | 1866 | 1872 | 1876 | 1881 | 1886 | 1891 | 1896 |
| ---- | ---- | ---- | ---- | ---- | ---- | ---- | ---- | ---- |
| 422  | 390  | 427  | 444  | 447  | 482  | 466  | 470  | 459  |

| 1901 | 1906 | 1911 | 1921 | 1926 | 1931 | 1936 | 1946 | 1954 |
| ---- | ---- | ---- | ---- | ---- | ---- | ---- | ---- | ---- |
| 446  | 420  | 442  | 374  | 340  | 360  | 350  | 378  | 347  |

| 1962 | 1968 | 1975 | 1982 | 1990 | 1999 | 2006 | 2011 | 2016 |
| ---- | ---- | ---- | ---- | ---- | ---- | ---- | ---- | ---- |
| 315  | 303  | 275  | 192  | 144  | 106  | 106  | 97   | 103  |

| 2021 | 2022 | - | - | - | - | - | - | - |
| ---- | ---- | - | - | - | - | - | - | - |
| 84   | 73   | - | - | - | - | - | - | - |

#### Pyramide des âges
La population de la commune est relativement âgée.
En 2018, le taux de personnes d'un âge inférieur à 30 ans s'élève à 22,3 %, soit en dessous de la moyenne départementale (34,2 %). À l'inverse, le taux de personnes d'âge supérieur à 60 ans est de 46,6 % la même année, alors qu'il est de 27,9 % au niveau départemental.
En 2018, la commune comptait 52 hommes pour 53 femmes, soit un taux de 50,48 % de femmes, légèrement inférieur au taux départemental (51,59 %).
Les pyramides des âges de la commune et du département s'établissent comme suit.
| Hommes | Classe d’âge | Femmes |
| ------ | ------------ | ------ |
| 0,0    | 90 ou +      | 1,9    |
| 17,6   | 75-89 ans    | 15,4   |
| 25,5   | 60-74 ans    | 32,7   |
| 23,5   | 45-59 ans    | 17,3   |
| 9,8    | 30-44 ans    | 11,5   |
| 9,8    | 15-29 ans    | 9,6    |
| 13,7   | 0-14 ans     | 11,5   |

| Hommes | Classe d’âge | Femmes |
| ------ | ------------ | ------ |
| 0,7    | 90 ou +      | 2,1    |
| 7,4    | 75-89 ans    | 10,2   |
| 17,7   | 60-74 ans    | 18,6   |
| 20,2   | 45-59 ans    | 19,2   |
| 18,4   | 30-44 ans    | 17,4   |
| 18,6   | 15-29 ans    | 17,2   |
| 17     | 0-14 ans     | 15,3   |

## Culture locale et patrimoine

### Lieux et monuments

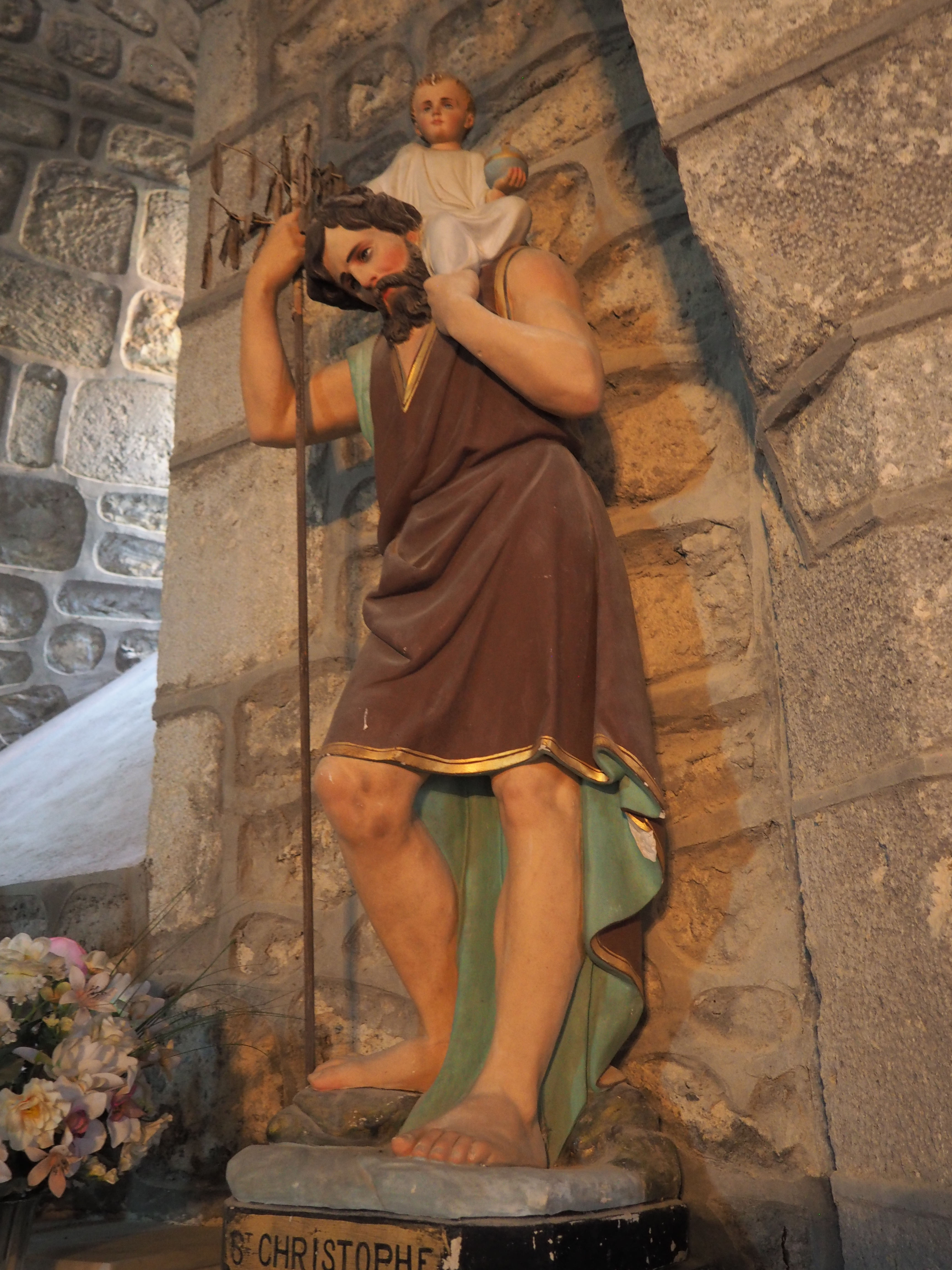
Statue de Saint Christophe dans l'église Saint Christophe d'Espinchal (Puy de Dôme)

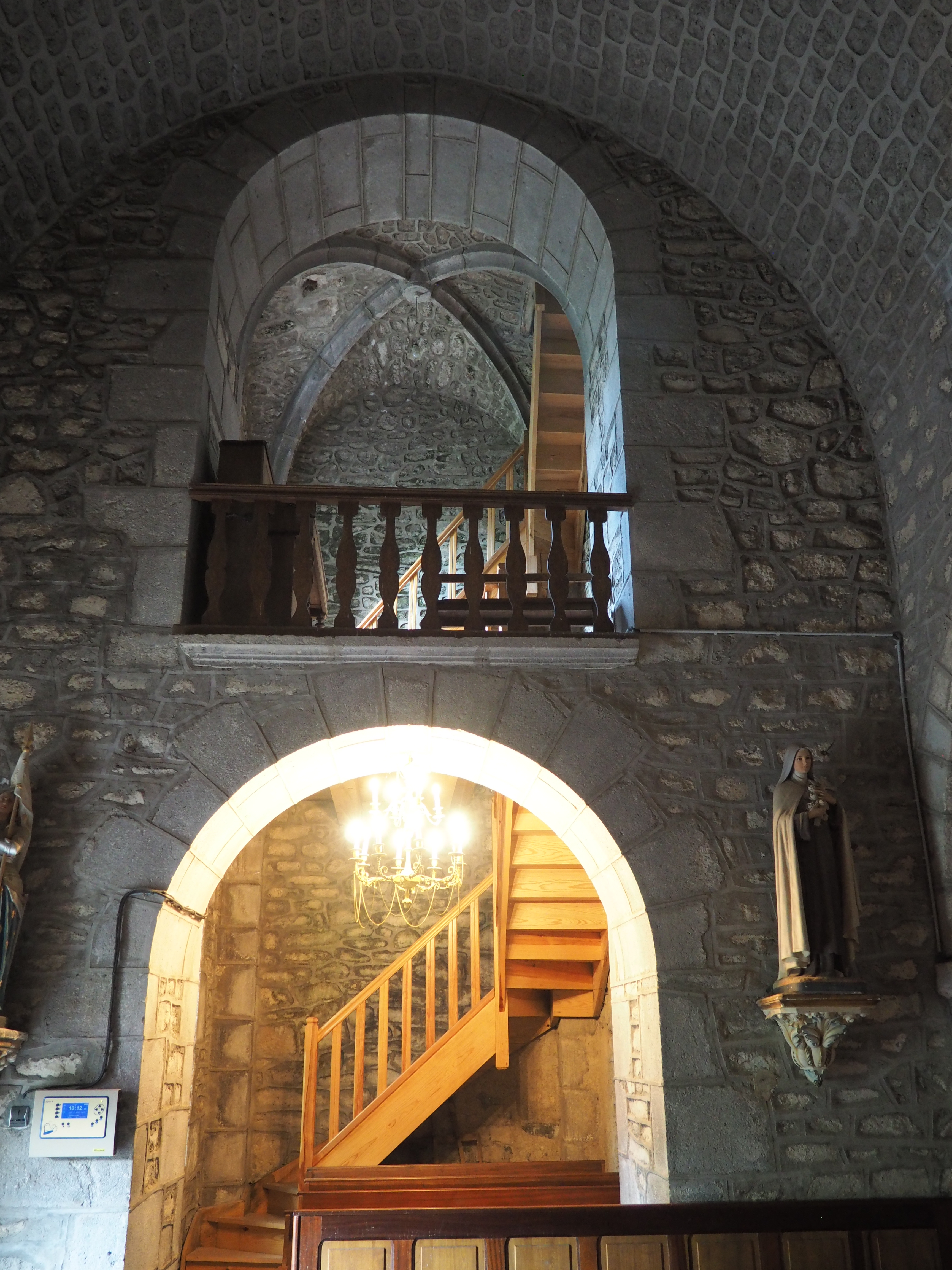
Tribune à l'intérieur de l'église Saint Christophe d'Espinchal (Puy de Dôme)

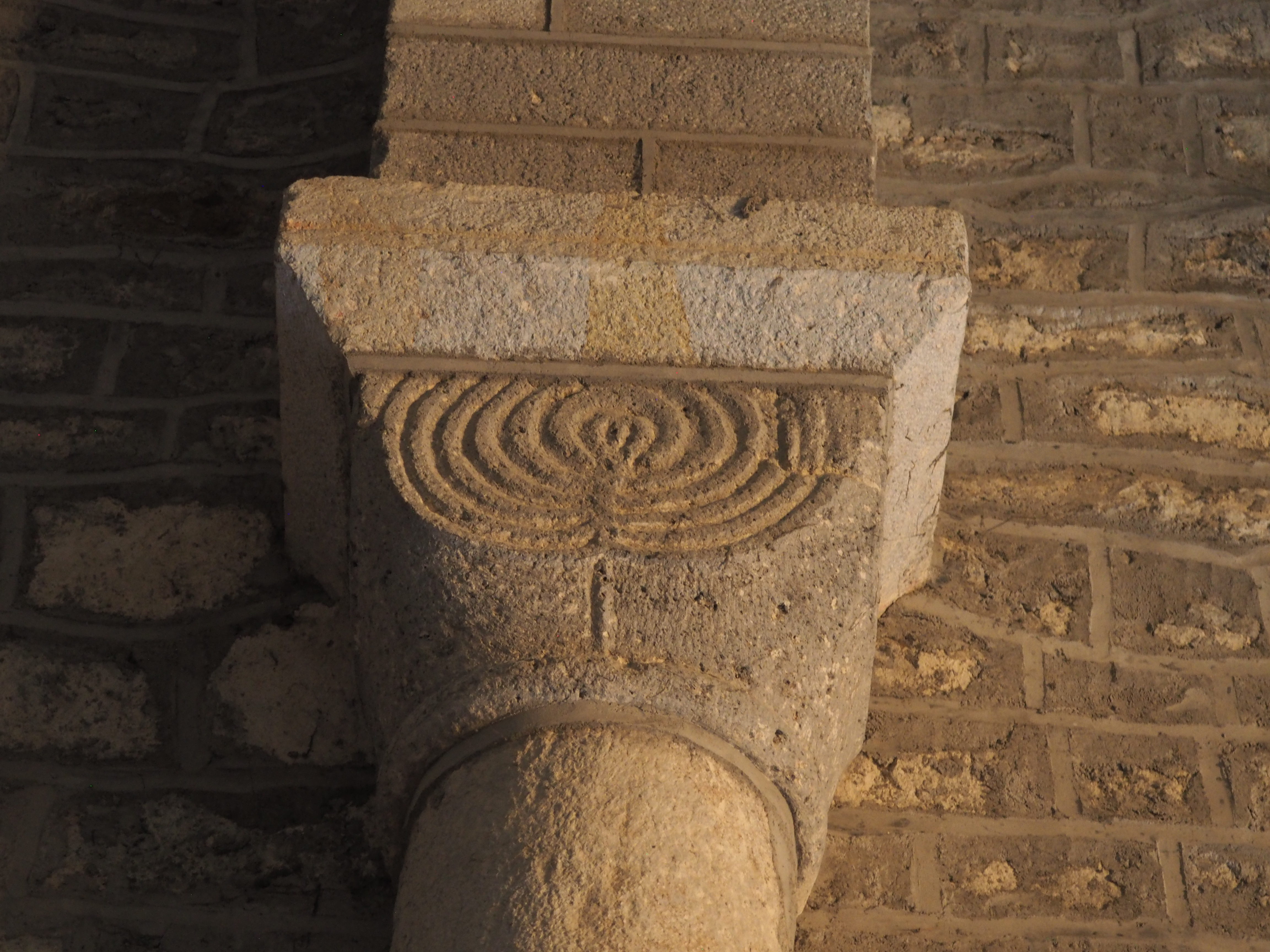
Chapiteau à l'intérieur de l'église Saint Christophe d'Espinchal (Puy de Dôme)

- Ruines du château d'Espinchal.
- Eglise Saint-Nicolas d'Espinchal

### Héraldique
| Blason | Blasonnement : D'azur au griffon d'or accompagné de trois épis de blé du même. Commentaires : Armes de la famille d'Espinchal. |